# Cygnus X
Cygnus X was een Duits trance-project en de bekendste werknaam van Matthias Hoffmann (1961). De naam is afgeleid van de röntgenbron Cygnus X-1 uit het sterrenbeeld Zwaan. Hoffmann was een van de leden van het productieteam van het Eye-Q label van Sven Väth. Andere pseudoniemen van Hoffmann zijn Brainchild, AC Boutsen en Dee.FX. Het project is vooral bekend vanwege een grote hoeveelheid remixen van de nummers Superstring en The Orange theme. Daarnaast stond Hoffmann als deel van het Eye-Q-label aan de basis van de trance-scene in Frankfurt am Main.

## Producer
Matthias Hoffmann begint in zijn jonge jaren met gitaarspelen. Vanaf zijn zestiende speelt hij in diverse bands. Hoffmann gaat na zijn middelbareschooltijd filosofie studeren. Maar als producer Gunther Mende hem hoort spelen, biedt hij hem een baan aan als studiomuzikant. Hoffmann stopt dan zijn studie, gaat aan het werk als studiogitarist voor onder anderen Sheila E. en Quincy Jones. In de late jaren tachtig raakt hij echter betrokken bij de groep Organisation for Fun (OFF), waar hij meewerkt aan het album Ask Yourself (1989). De groep valt een jaar later uiteen, maar met zanger Sven Väth en Steffen Britzke richt hij het project Mosaic op. Ook speelt Hoffmann mee in de hit Ooops up van Snap!, een groep die eveneens uit OFF-restanten is ontstaan. Met Väth en OFF-groepsmanager Heinz Roth richt hij in 1991 in Frankfurt am Main het Eye Q Records-label op, dat een voortrekkersrol zou gaan spelen in de ontwikkeling van trance. Hoffmann gaat met Väth, Britzke en Ralf Hildenbeutel deel uitmaken van het productieteam dat onder diverse namen tranceplaten produceert. Zo vormt hij onder andere Odyssee of Noises, waarvan Firedance (1994) een belangrijke clubhit wordt. Solo brengt hij singles uit als Brainchild. Met Britzke werkt hij ook aan experimentele combinaties. Zo zoeken ze de brug met soul met zanger Vernon Jerome Price, waarvan het album Without Resolution: No Peace (1992) verschijnt. De single Vernon's Wonderland doet het ook goed in de techno-scene door een remix door Laurent Garnier. Hetzelfde soort experiment doen ze ook met hiphop, wat leidt tot het album Zyon, van het gelijknamige project. Dit levert de hit No Fate op. Met Britzke produceert hij in 1997 ook de track Unwounded van Randy Crawford.

## Cygnus X
Zijn succesvolste project is echter Cygnus X. De eerste plaat hiervan is Superstring uit 1993. Deze is gemaakt met Ralf Hildenbeutel. Een jaar later verscheen The Orange Theme, dat zonder Hildenbeutel werd opgenomen.  Beide singles deden het goed in de trancescene van dat moment. In 1995 verscheen het album Hypermetrical met daarop melodieuze trance. Hildenbeutel deed enkel op Turn Around nog een keer mee. Daarna werd het project in de ijskast gezet. Wel verscheen in 1998 nog een remix van Madagascar van Art of Trance. Cygnus X. kwam weer onder de aandacht wanneer The Orange Theme in 1999 remixen kreeg door Ferry Corsten en Rank 1. Nog succesvoller werd een remix van Superstring door Rank 1 dat de anthem van Sensation 2000 is. Het nummer kwam in de zomer van 2000 hoog in de hitparades terecht. Beide platen groeiden uit tot klassiekers in de trance-wereld en werden onder meer gemixt door Tiesto, Armin van Buuren en deadmau5. In 2002 bracht ID&T een verzamelalbum uit met alle tracks van Cygnus X. erop. Collected works bevat ook een tweede schijf met remixes. Voor het album werd een nieuwe versie van Positron, de originele B-kant van Superstring, opgenomen. Het nummer was ditmaal voorzien van vocalen en werd een kleine hit. Hoewel deze commerciële vocale versie daarna in de vergetelheid raakte, werd die in 2024 opvallend genoeg opgenomen in de Fabric-mix van de act Confidence Man.

## Latere projecten
In 1998 is het Eye-Q-avontuur voorbij. Sven Väth verlegt zijn werkterrein naar Berlijn en het overgebleven drietal van Hoffmann, Hildenbeutel en Britzke gaat verder als het productietrio Schallbau. Het trio produceert het triphop-album Schallbau's Point Zero Vol. 1 (1998). Het is niet bijzonder succesvol en meer albums verschijnen er niet. Wel produceert het trio voor andere artiesten zoals Laith Al-Deen, Simon Collins en de bijzonder succesvolle Yvonne Catterfeld. Ook maken ze in 2006 een nieuwe versie van (I'll never be) Maria Magdalena van Sandra. Wanneer Schallbau in 2008 uiteenvalt gaat Hoffmann verder als producer en studiomuzikant. Na jaren trance gemaakt het hebben gaat hij over naar rock en werkt hij voor de Duitse rockzanger Daniel Wirtz.

## Discografie

### Hitlijsten
| Single met eventuele hitnotering(en) in de Nederlandse Top 40 | Datum van verschijnen | Datum van binnenkomst | Hoogste positie | Aantal weken | Opmerkingen             |
| ------------------------------------------------------------- | --------------------- | --------------------- | --------------- | ------------ | ----------------------- |
| Superstring (Rank 1 Remix)                                    | 2000                  | 19-08-2000            | 3               | 13           | Dancesmash op Radio 538 |
| Positron 2002                                                 | 2002                  | 22-02-2003            | 21              | 5            | Dancesmash op Radio 538 |

### Albums
- Hypermetrical (1995)
- Collected works (verzamel) (2002)

### Singles
- Superstring (1993)
- The Orange Theme (1994)
- Hypermetrical (1995)
- Kinderlied (1995)
- Synchronism (1995)
- Turn Around (1995)
- The Orange Theme (1999) (remix)
- Superstring (2000) (Rank 1 remix)
- Positron 2002 (2002)
- The Orange Theme (2007) (remix)

## Remixes
- Under The Milkyway (1996; MIR)
- Baby Fox - Rain (1997; Baby Fox)
- Madagascar (1998; Art of Trance)
- Breathe (1999; Art of Trance)
- Easter Island (1999; Art of Trance)